# Citice
Citice (in tedesco Zieditz) è un comune della Repubblica Ceca facente parte del distretto di Sokolov, nella regione di Karlovy Vary.